# Dermatophagoides pteronyssinus
Espèce
Dermatophagoides pteronyssinus est une espèce d'acarien domestique de la famille des pyroglyphidés. Il se nourrit de détritus organiques tels que la peau morte et s'épanouit dans un environnement stable comme les logements. Les acariens sont une cause fréquente d'asthme et de symptômes allergiques dans le monde entier. L'intestin de l'acarien contient des enzymes digestives puissantes (notamment les protéases) qui persistent dans les excréments et sont des inducteurs majeurs de réactions allergiques telle que la respiration sifflante. L'exosquelette de l'acarien peut également contribuer à des réactions allergiques.

## Description
Son corps est tout juste visible sur un fond sombre à la lumière normale. Un adulte mesure 0,4 mm de longueur et de 0,25 à 0,32 mm de largeur. Les deux acariens adultes mâle et femelle sont bleu crémeux et ont une forme rectangulaire. Le corps de l'acarien contient également une cuticule striée. Comme tous les arachnides, les acariens ont huit pattes (sauf 3 paires dans le premier stade larvaire).

## Répartition et habitat
Les acariens survivent à tous les climats, jusqu’à 1 000 m d'altitude. Ils se développent dans l'environnement intérieur fourni par les foyers, en particulier dans les chambres et les cuisines. Les acariens prospèrent dans les matelas, les tapis, les meubles et la literie, à raison de 188 individus/g de poussière en moyenne. Même dans les climats secs, les acariens survivent et se reproduisent facilement dans la literie (en particulier dans les oreillers) profitant de l'humidité.

## Biologie
La durée de vie moyenne pour un mâle est de 10 à 19 jours. Une femelle accouplée peut vivre jusqu'à 70 jours, elle pond de 60 à 100 œufs dans les 5 dernières semaines de sa vie. Pendant ces 10 semaines, un acarien produit environ 2 000 particules fécales et un nombre encore plus grand de particules de poussière partiellement digérées.
Les acariens consomment d'infimes particules de matière organique. Comme tous les acariens, Dermatophagoides pteronyssinus a un intestin simple, il n'a pas d'estomac, mais plutôt des diverticules, des organes creux semblables à des sachets. Comme de nombreux animaux décomposeurs, il choisit des aliments qui ont été déjà partiellement décomposés par les champignons.